# Joe Namath
Joe Namath, all'anagrafe Joseph William Namath, noto anche con lo pseudonimo di Broadway Joe o Joe Willie (Beaver Falls, 31 maggio 1943), è un ex giocatore di football americano statunitense.
Namath nel ruolo di quarterback fu un'icona dell'American Football League e giocò in quella lega per i New York Jets, squadra in cui trascorse la maggior parte della carriera professionistica.
Coi Jets, nel 1969, vinse il Super Bowl III sconfiggendo in finale i Baltimore Colts di Johnny Unitas e a fine partita fu nominato MVP dell'incontro. Inoltre nei suoi tredici anni di carriera tra AFL e NFL vinse tre volte la sua division (nel 1968 e nel 1969 la AFL East coi Jets e nel 1977 la NFC West coi Rams) e vinse un campionato AFL nel 1968. La sua carriera terminò nel 1977 coi Los Angeles Rams.
Namath fu introdotto nella Pro Football Hall of Fame nel 1985. Nel 1999, fu classificato al numero 96 da The Sporting News nella lista dei migliori giocatori di football di tutti i tempi. Fu l'unico giocatore della lista ad aver trascorso la maggior parte della propria carriera con i Jets.

## Carriera

### Il Super Bowl III

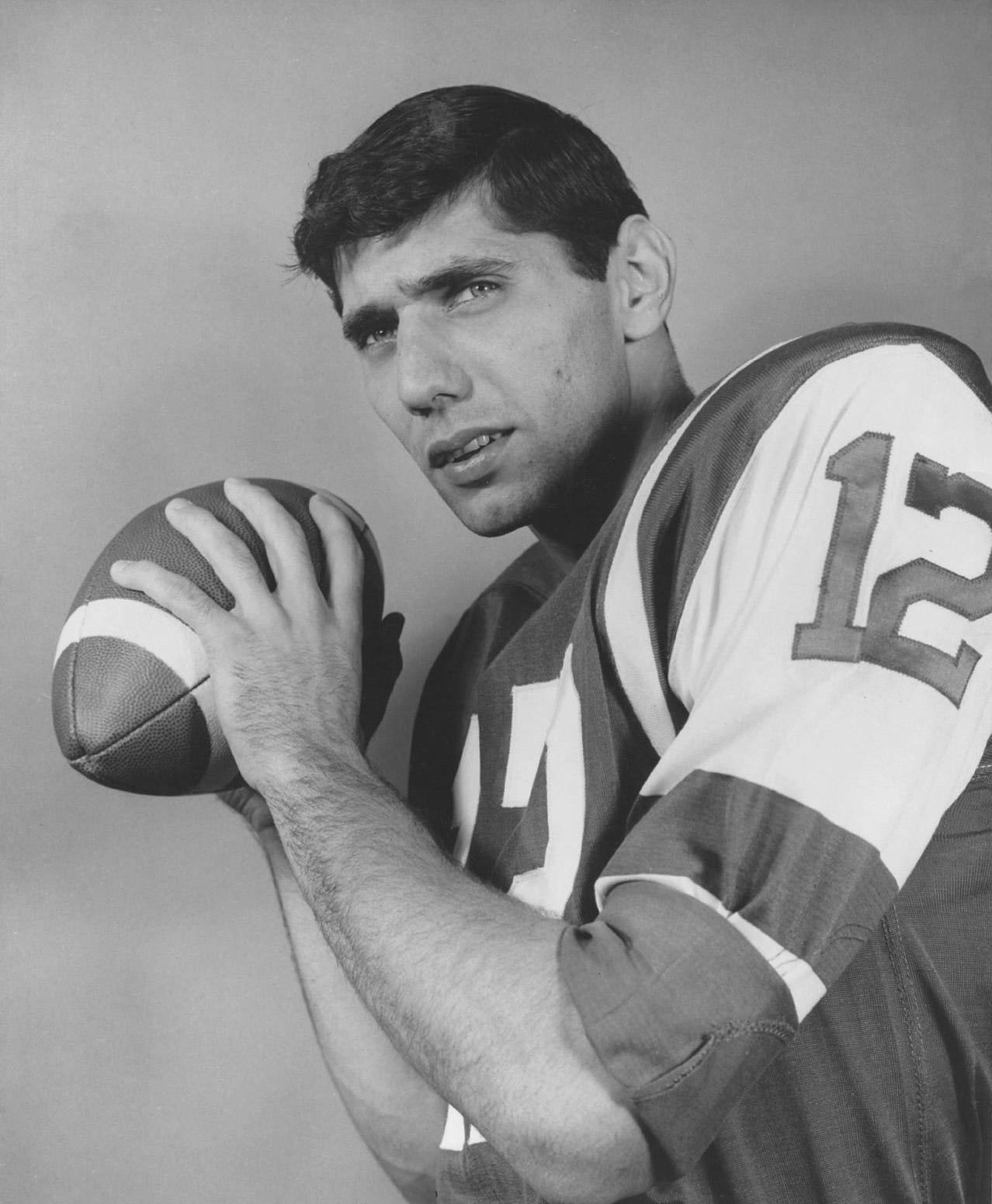
Namath nel 1965

L'apice della carriera di Namath fu la sua performance nella vittoria dei Jets, nel gennaio 1969, 16-7 sui Baltimore Colts nella terza finalissima dopo la fusione tra AFL e NFL. Namath fu nominato MVP del Super Bowl III. Questa sarebbe stata la prima e unica volta che un quarterback vinse da titolare una gara per il titolo nazionale al college, una finale per un titolo in una lega maggiore ed un titolo del Super Bowl. I Colts erano giudicati "la miglior squadra di football nella storia". L'ex star della NFL star e allenatore Norm Van Brocklin ridicolizzò la AFL prima della partita dicendo "Questa per Namath sarà la prima gara nel football professionistico".
I giornalisti che trattavano la NFL invece insisterono sul fatto che alla AFL sarebbero occorsi diversi anni per diventare competitiva al livello dalla NFL. Molta dell'attesa intorno alla gara consistette nel provare quanto fosse vera la disparità delle squadre della AFL e se esse meritassero di essersi fuse con l'NFL; nei primi due Super Bowl ci furono vittorie schiaccianti dei campioni della NFL, i Green Bay Packers, e i Colts erano ancora più favoriti dai media di quanto lo fossero stati considerati precedentemente i Packers.
Tre giorni prima della gara, Namath rispose a una provocazione con la sua frase passata alla storia: "Vinceremo sicuramente la gara. Ve lo garantisco." Le sue parole furono sui titoli di tutti i giornali della nazione ma furono giudicate dalla maggior parte degli osservati una mera sfacciataggine.
Nella partita, invece, Namath diede seguito alle sue parole e mostrò che il suo successo nel duro ambiente competitivo della American Football League l'aveva più che preparato per affrontare la sfida della NFL. La famosa difesa Colts non riuscì a contenere il gioco sulle corse e sui passaggi dei Jets mentre il loro attacco subì quattro intercetti dai Jets. Namath fu nominato miglior giocatore della gara, completando otto passaggi per il solo George Sauer, per 133 yard. Namath acquisì lo stato di leggenda tra i fan dell'American Football League fan come simbolo della legittimità della loro lega. Quando gli fu chiesto dai giornalisti dopo la partita se la difesa dei Colts fosse "la più dura che avesse mai affrontato", Namath rispose "Quella dei Buffalo Bills è più dura". I Bills della American Football League intercettarono Namath cinque volte, tre volte ritornate in touchdown, nell'unica vittoria dei Bills in quella stagione 1968.

### Eredità

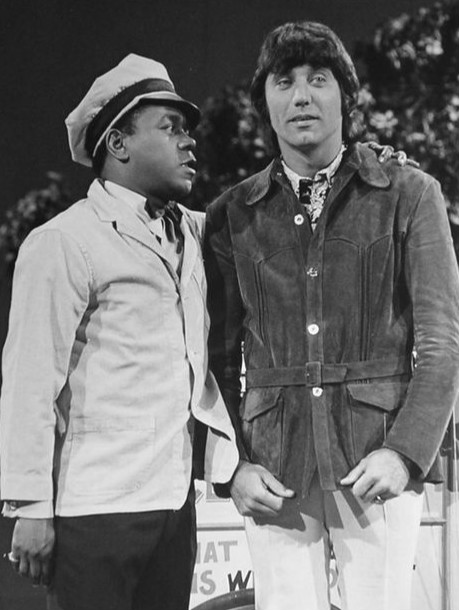
Namath al Flip Wilson Show nel 1972

Joe Namath fu inserito nella Professional Football Hall of Fame nel 1985. Malgrado le sue statistiche in carriera siano tutt'altro che eccezionali (ad esempio una percentuale di completamento del 50,1, un rating di 65,5, 50 intercetti più dei TD), Namath fu la prima vera superstar per i media. Namath fu il primo quarterback a lanciare per 4 000 yard durante la stagione 1967 (di 14 partite). Questa impresa non fu più ripetuta fino a quando Dan Fouts lanciò altre 4 000 yard durante la stagione 1979, composta però da 16 partite. Namath lanciò per 4 000 yard sotto le vecchie regole che garantivano molta meno protezione sia ai quarterback che ai ricevitori. Lo stile di Namath nel campo, prima che il suo infortunio al ginocchio limitasse seriamente la sua mobilità, aiutò ad evolvere il ruolo del quarterback e lo stile della NFL da uno concentrato sul controllo della palla a quello odierno focalizzato sui passaggi. L'allenatore della Hall of Fame Bill Walsh affermò che Namath avesse "il passaggio più splendido, accurato, dotato di stile e dal rilascio più veloce che abbia mai visto." L'altro coach Hall of Famer Don Shula affermò che Namath fosse "uno dei 3 quarterback più intelligenti di tutti i tempi."

## Palmarès

### Franchigia
- Campionati AFL : 1

New York Jets: 1968
- Super Bowl : 1

New York Jets: Super Bowl III

### Individuale
- Super Bowl MVP
- (5) selezione per l'All-Star Game AFL (1965, 1967, 1968, 1969)
- (1) Pro Bowl (1972)
- (3) formazione ideale della AFL (1967, 1968, 1969)
- (1) Second-Team All-Pro (1972)
- (1) seconda formazione ideale della AFL (1966)
- (1) Leader della NFL in passaggi da touchdown (1972)
- Formazione ideale di tutti i tempi della AFL
- (2) MVP della AFL (1968, 1969)
- (2) Giocatore AFL dell'anno UPI (1968, 1969)
- Medaglione di bronzo (premio della città di New York) (1969)
- Premio NFL Comeback Player of the Year (1974)
- Numero 12 ritirato dai New York Jets
- Formazione ideale del 40º anniversario dei New York Jets
- Classificato al #100 tra i migliori cento giocatori di tutti i tempi da NFL.com
- Pro Football Hall of Fame

## Namath nella cultura di massa
- La celebre casa di giocattoli statunitense degli anni settanta Mego, nel 1971 aveva commercializzato una action figure da 14" (35cm) di Joe Namath disponibile in varie versioni, con la divisa sportiva e con abiti civili.[3][4][5] Questa è stata la prima action figure da loro prodotta con licenza ufficiale.[3] Una volta risorta nel 2018, la casa di giocattoli nel 2019 ha prodotto all'interno della propria Wave Four una nuova action figure di Joe Namath da 8" (20 cm).[3][6][7]
- Nell'ottavo episodio della settima stagione de I Simpson (Mamma Simpson), il suo look per l'epoca inusuale sfoggiato durante il Super Bowl, con basette e capelli lunghi, sarà la causa che spingerà Mona Simpson (la madre di Homer) ad abbracciare la filosofia degli anni 60 e a diventare una hippie.
- Viene inoltre citato nel film Ghostbusters II - Acchiappafantasmi II (1989) da Peter Venkman (Bill Murray) quando dona al figlio di Dana Barrett (Sigourney Weaver), Oscar, una felpa appartenuta a Namath.